# Meoto Iwa

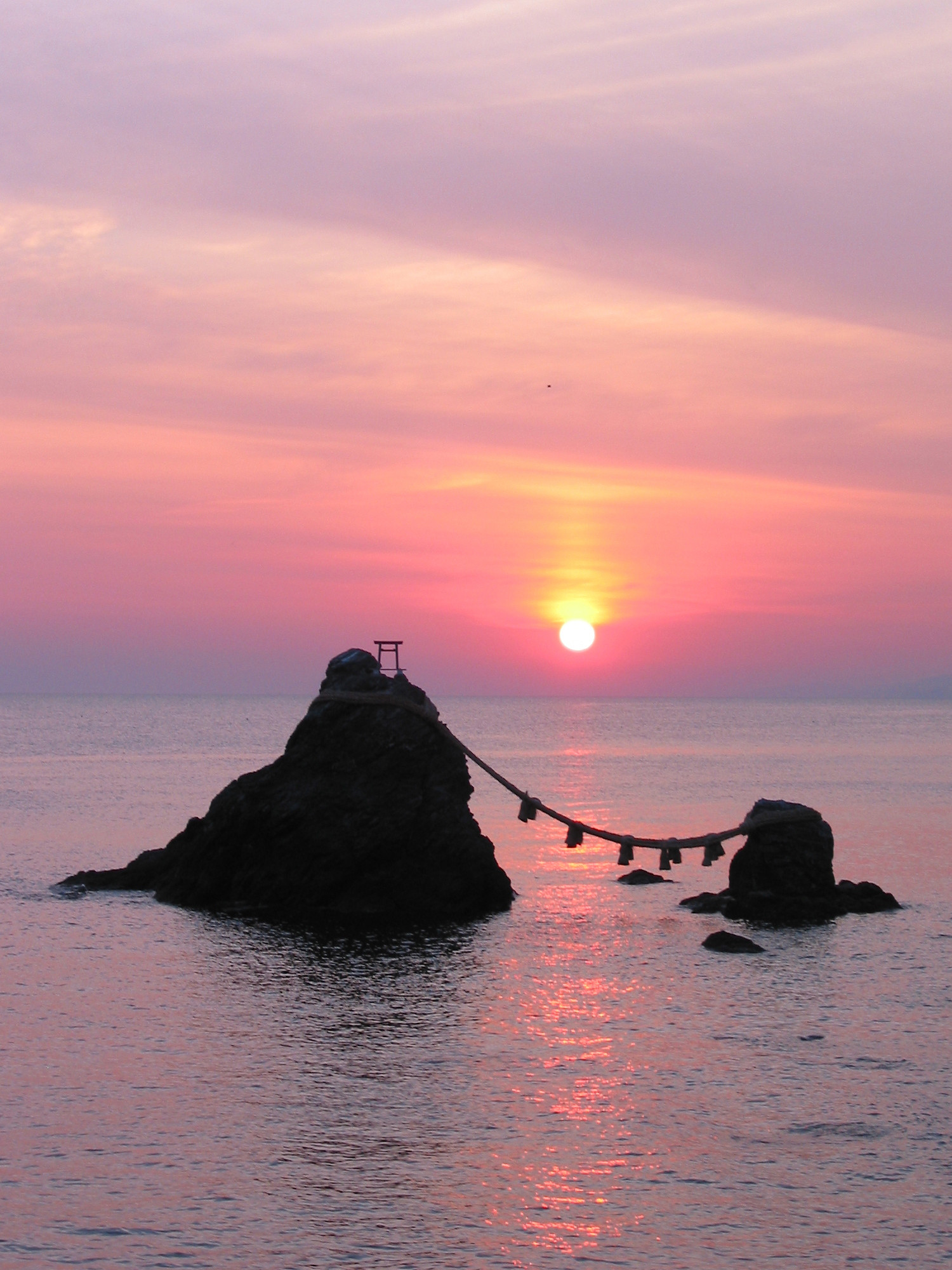
Amanecer en Meoto Iwa, las rocas casadas

Meoto Iwa (夫婦岩 Las rocas casadas?) son un par de farallones rocosos en el mar frente a Futami, en Mie (Japón). Están unidas por un shimenawa (una pesada soga de paja de arroz) y son consideradas sagradas por los fieles del cercano jinja Futami Okitama.

## Características
En el sintoísmo,  las rocas representan la unión del creador de kami, Izanagi e Izanami. Las rocas por lo tanto, celebran la unión en matrimonio del hombre y la mujer. El farallón más grande mide 9 m de altura, mientras que el más pequeño cuenta con 3,6 m. La cuerda, que pesa más de una tonelada y mide unos 35 metros, debe ser sustituida varias veces al año en una ceremonia especial. La roca de mayor tamaño, que se dice que es masculina, tiene un pequeño torii en su pico.
El mejor momento para ver las rocas es al amanecer durante el verano, cuando el sol parece elevarse entre ellas. El monte Fuji es visible a lo lejos durante los días despejados. En la marea baja, las rocas no son separadas por el agua.
El jinja Okitama está dedicado a la deidad terrenal Sarutahiko Ōkami. Hay numerosas estatuas de ranas alrededor del templo donadas por los creyentes. El santuario y las rocas están cerca del Gran Santuario de Ise, el lugar más sagrado del sintoísmo.